# 錫凱寧

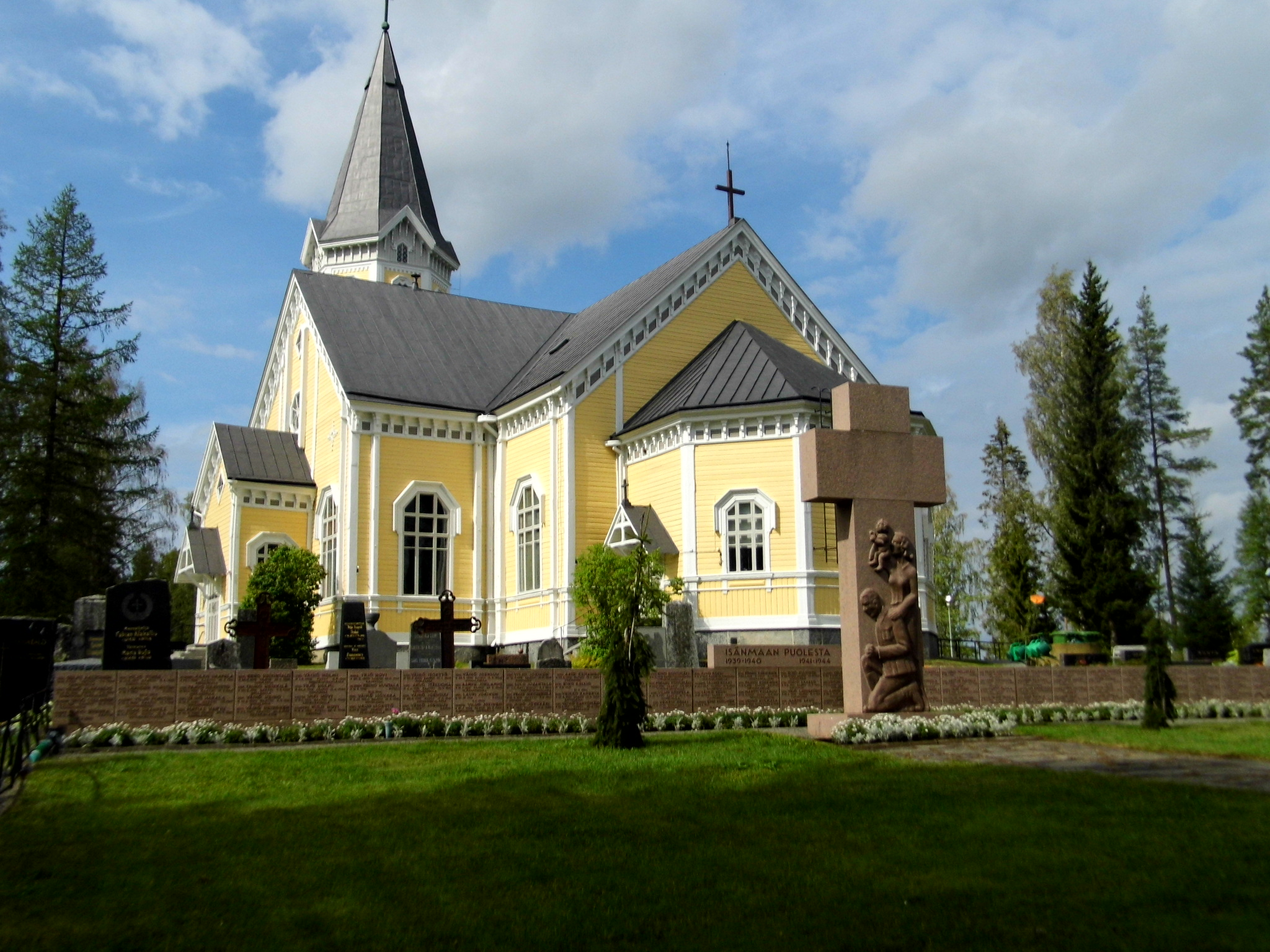
錫凱寧教堂

錫凱寧（芬蘭語：Siikainen）是芬蘭的市鎮，位於該國西南部，在薩塔昆塔區内，始建於1871年，面積491.34平方公里，最高點海拔高度100米，2013年人口1,663，人口密度為每平方公里3.59人。

## 外部連結
- 錫凱寧市镇官方网站 （页面存档备份，存于） （文）